# Die letzten Tage der Menschheit

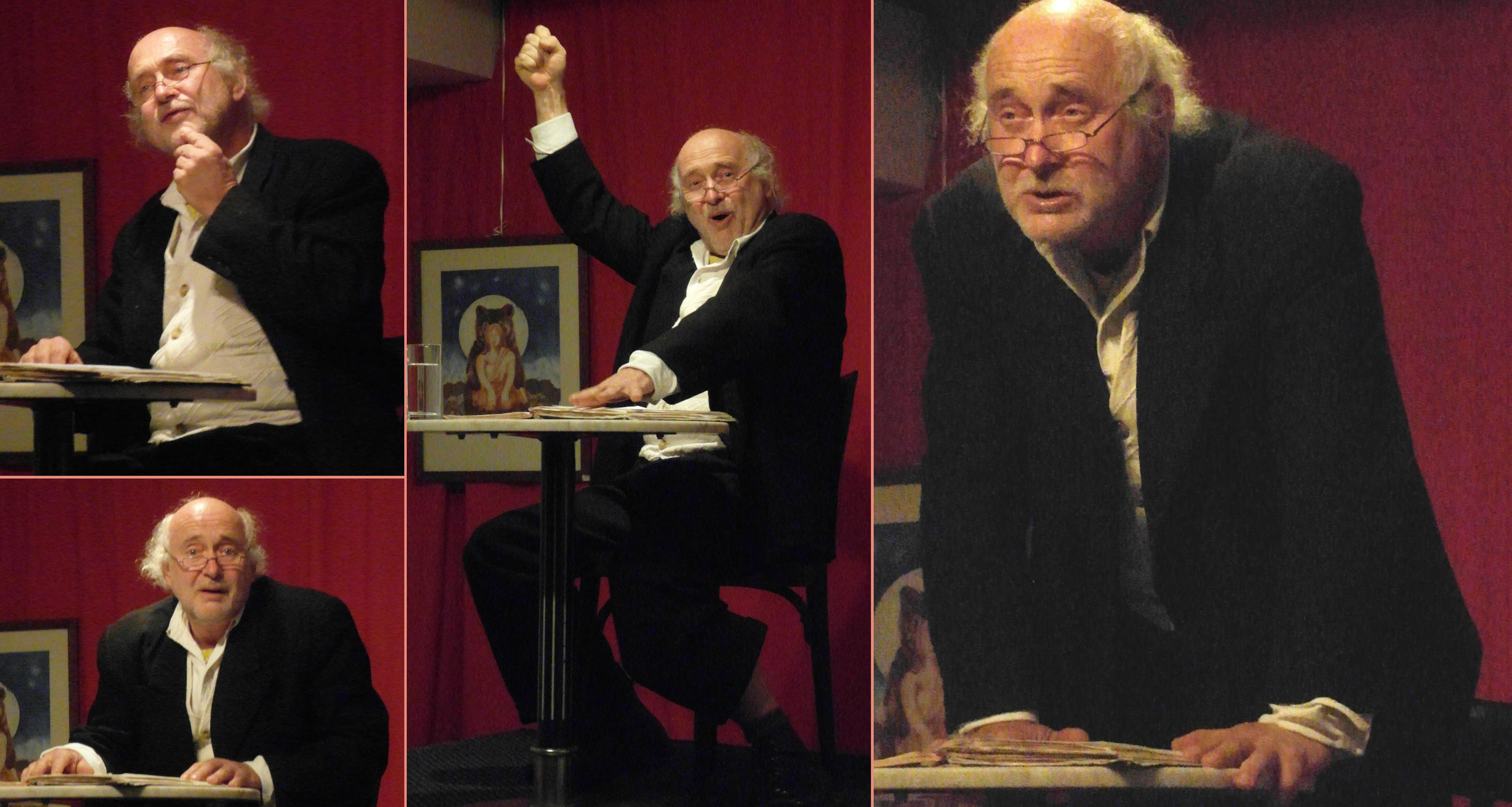
Justus Neumann läser högt ur verket på Café Leopoldi i Wien 2010.

Die letzten Tage der Menschheit (sv. "Mänsklighetens sista dagar") är ett tyskspråkigt drama i fem akter av den österrikiske författaren Karl Kraus. Dramat gavs första gången ut i sin helhet 1922, och kom i en fullständig engelskspråkig översättning först 2015, då som The Last Days of Mankind. Bertolt Brecht har kallat pjäsen för Wienmodernismens mästerverk, och den har ansetts vara Kraus främsta verk samt kulmen av hans författarskap.

## Bakgrund och tillkomst
Kraus började skriva på verket under sommaren 1915. Merparten skrevs under första världskriget, men kunde inte ges ut under krigstiden på grund av censurlagar. Första världskriget, och krigsförklaringen utgör också pjäsens kontext, och vad Kraus såg som den efterföljande masshysterin i Wien. Den anrika tidningen Neue Freie Presse ansågs av Kraus bidra till masshysterin, genom att i sin rapportering romantisera och försköna kriget, och bidra till krigshets bland massorna.
Utgivningen började så fort censuren lyftes, och den första versionen gavs ut tillsammans med ett antal bilder i fyra specialutgåvor av Die Fackel, i november 1918, samt april, juni och augusti 1919. 1922 gavs verket ut i en utökad bokversion, samt med två ytterligare fotografier, bland annat en frontespis som föreställer avrättningen av Cesare Battisti.
Exakt hur verket kom till har aldrig studerats eller rekonstruerats. Forskare har dock kommit fram till att prologen i huvudsak hade färdigställts 1915, och att epilogen färdigställdes 1917. Förmodligen skrevs det mesta av pjäsen mellan dessa år, även om mycket även tycks ha tillkommit under 1919. De delar som först publicerades i Die Fackel skiljer sig dock markant från den version som slutgiltigen gavs ut 1922. Därtill gav Kraus på det egna förlaget Fackel Verlag ut en kortversion av pjäsen, gjord för att kunna sättas upp, mellan de tidiga trycken i Die Fackel och den slutgiltiga versionen 1922.

### Författarens metod
Die letzten Tage der Menschheit är skrivet som ett textkollage. Kraus blandar faktiska och i många fall chauvinistiska citat från ledarsidor, högt uppsatta militärer, politiska tal och andra källor, med komiska och satiriska inslag. Kraus samlade på utklipp ur tidningar, och vänner bistod honom i arbetet med att samla in citat ur dagspressen. Olika beräkningar gör gällande att ungefär en tredjedel av pjäsen består av råmaterial, i form av citat ur olika medier, rapporter och dokument. Det är en viktig bakgrund till det som Kraus konstaterar i förordet, att allting som pjäsen rapporterar "faktiskt hände". Verket har med grund i detta beskrivits som dokumentärt.

## Struktur
Pjäsen består av fem akter, en prolog och en epilog. Inalles består den, i sina sista versioner, av över 200 scener och en rollista på över 500 personer. Var och en av de fem akterna öppnar på samma sätt, med folkmassor som blir uppskakade av utropen från tidningsförsäljare, som kommer med de senaste sensationella nyheterna från krigsfronten.

## Handling
I Die letzten Tage der Menschheit skildrar Kraus första världskrigets inledning och utveckling, och det totala krigets påverkan på samhället och människan. Pjäsen har beskrivits som svårsammanfattad, delvis på grund av dess kalejdoskopiska natur. Prologen inleds dock med nyhetsrapporteringen om skotten i Sarajevo och mordet på ärkehertig Franz Ferdinand. Därpå följer gensvaret i Wien under begravningen. Läsaren får följa konversationer mellan folkmassorna på gatan, såväl fattiga arbetare som ministrar i regeringen. Målet är här att framställa "wienertum", det vill säga det wienska sättet att vara på.
Den första akten skildrar euforin i Wien i augusti 1914, i efterdyningarna av det ultimatum som ställdes till Serbien och som förebådade krigsutbrottet. Den andra aktens sensationella nyhet och som akten kretsar kring är Italiens krigsförklaring mot Österrike i maj 1915. Den tredje akten skildrar Rumäniens krigsförklaring mot Centralmakterna i juli 1916, och den fjärde akten kretsar kring det ultimatum från president Woodrow Wilson i april 1917 som bidrog till att USA gav sig in i första världskriget. Den femte akten handlar främst om händelser som tilldrog sig vid syd- och östfronterna , bland annat slaget vid Caporetto under hösten 1917 och Sovjetunionens kapitulation vid freden i Brest-Litovsk. I femte akten skildras även tysk eufori i Berlin, men mot slutet skildras även tilltagande ryktespridning på Wiens gator om att Österrike-Ungern hållr på att försvagas, och slutligen skildrar Kraus genom ett fylleslag under en bankett vid arméns högkvarter hur centralmakterna i oktober 1918 kollapsar. Kronologin är dock tämligen flexibel, och det förekommer korsreferenser fram och tillbaka i tiden vid flera tillfällen. Kraus själv konstaterade att han skrev "inte med matematisk utan apokalyptisk precision." Verket avslutas med en apokalyptisk vision om världens undergång.
En viktig aspekt av handlingen är att en stor del av den inte är "påhittad", utan bygger på redan publicerat material. På så vis blir intertextualiteten ett helt centralt dag i pjäsen. I förordet citerar han William Shakespeares Hamlet, akt V, scen 2, på ett sätt som delvis används för att rättfärdiga just detta intertextuella drag. Kraus var en varm anhängare av Shakespeare, som också i hög grad återanvände och anspelade på tidigare skrivet material.

## Stil och tematik
Verket har beskrivits som ett apokalyptiskt och satiriskt panorama över Wien och Österrike-Ungern vid första världskrigets utbrott. Språkligt försöker författaren efterhärma ett österrikiskt, wienskt talspråk, ofta skildrat genom långa patriotiska monologer eller journalistiska svador. Verket kan beskrivas ligga i utkanten av den expressionistiska dramatiken, tillsammans med bland andra Walter Hasenclevers Die Menschen (Människorna, 1918) och Carl Sternheims Aus dem bürgerlichen Heldenleben (Ur det borgerliga hjältelivet), samt exempelvis Pär Lagerkvists Sista mänskan (1917), Den svåra stunden (1918) och Himlens hemlighet (1919). De expressionistiska dragen utgörs bland annat av hur den historiska dokumentationen manifesteras kollektivt, liksom det filmatiska, mycket höga tempot och den hämningslösa satiren mot kapitalintressen och militarism.
Verkets huvudsakliga tematik är den mänskliga tragedin, och hur människan i det totala kriget genom den moderna krigföringens metoder och med stöd av utdaterade militära hjälteideal och idéer om nationell stolthet förgör sig själv. Detta blandas med flera satiriska stråk, såsom – enligt Kraus – den spolierade österrikiska diplomatin, relationen mellan Tyskland och Österrike, den aggressiva tyska expansionismen, krigsprofitörers girighet, krigslagarnas orättvisor, det brutala militära ledarskapet, storfinanens medbrottslighet och nyhetsläsarnas godtro. Detta knyter an till en annan central tematik i verket, nämligen vad Kraus kallar för "sloganiseringen" av pressen, med sensationell nyhetsrapportering och krigshets. Det är en kritik som återkommer i andra centrala verk av Kraus, som exempelvis I denna stora tid. Framförallt riktas kritiken mot Neue Freie Presse, och hur pressen bidrar till krigspropagandan.
Ett genomgående stilistiskt drag är användningen av överdrivna kontraster, som ofta går ut på att analysera faktiska uttalandens minsta beståndsdelar. Arkitekten Paul Engelmann konstaterade att "Kraus i sin polemik ständigt och jämt faller tillbaka på sin teknik att ta sitt offer "på orden", det vill säga, att inpränta sina anklagelser och visa på luggslitna avsikter i den anklagades egna ord och uttryck." En effekt av detta är scener som blir påtagligt absurda, där det dubbla och ständigt motsatta ständigt bidrar till ett ständigt hånande av olika uppfattningar. Kollisionerna mellan och inom olika scener rubbar känslan av all form av normalitet.

### Optimisten och kverulanten
Återkommande, nästan som ett grekiskt korus, skildrar Kraus en dialog mellan en patriotisk 'optimist' och en Nörgler ('kverulant'), vad som framstår som Kraus egen röst. I dessa dialoger skildras ofta flera av de centrala temana, såsom skälen för krig, förhållandet mellan Tyskland och Österrike, och nationalismen. Ställd mot kverulanten framstår optimisten som översvallande och väldigt naiv. Det har spekulerats i att optimisten skulle vara baserad på Kraus vän Adolf Loos.
Kverulanten, i sin roll som uttolkare av händelserna i omvärlden, och med sina långa utläggningar och tal, gör honom till en centralfigur i pjäsen. Förmodligen har Kraus använt kverulanten för att skildra sina egna åsikter, som en sorts självporträtt i verket. Att detta förefaller vara fallet tydliggörs bland annat av den antydan som optimisten gör i ett av de långa talen i slutet av den första akten, att kverulanten ska ha skrivit en smädeskrift om Heinrich Heine. Det är även något som Kreus har gjort. Dessutom konstaterar kverulanten i den tredje akten att han skriver ett krigsdrama, med största sannolikhet det krigsdrama som Die letzten Tage der Menschheit utgör, och i den femte aktens 36:e scen anger optimisten titlarna på två dikter som kverulanten ska ha skrivit – dikter som Kraus just hade tryckt i Die Fackel.

## Uppsättningar
Kraus ska själv ha varit medveten om det onormala och osannolika i många av scenerna. I dramats förord konstaterar han att det skulle ta tio kvällar, "med jordliga mått mätt", att sätta upp pjäsen, men att den snarare var avsedd för en "teater på mars".

## Mottagande
Bertolt Brecht har kallat pjäsen för Wienmodernismens mästerverk. Översättaren Patrick Healy konstaterar att i sin introduktion till In These Great Times att i stort sett alla kritiker är eniga om att Die letzten Tage der Menschheit är Kraus främsta litterära verk, och att det utgjorde kulmen på hans författarskap.